# Benzoate
L'ion benzoate est la base conjuguée de l'acide benzoïque qui est un acide carboxylique aromatique dérivé du benzène. Le mot benzoate est également présent dans des sels ou esters dérivé de l'acide benzoïque :

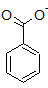
Formule de l'ion benzoate

- benzoate de méthyle, de numéro CAS 93-58-3
- benzoate d'éthyle, de numéro CAS 93-89-0
- benzoate de benzyle, de numéro CAS 120-51-4
- benzoate de dénatonium, de numéro CAS 3734-33-6
- benzoate de lithium, de numéro CAS 553-54-8

Certains benzoates sont notamment utilisés dans l'industrie alimentaire comme additifs :
- le benzoate de sodium (Na+ + C6H5COO−), référencé en Europe sous le code « E211 »
- le benzoate de potassium (K+ + C6H5COO−), référencé en Europe sous le code « E212 »
- le benzoate de calcium (Ca2+ + (C6H5COO−)2), référencé en Europe sous le code « E213 »